# Rhododendron nivale
Espèce
Rhododendron nivale est une espèce de plantes de la famille des Ericaceae. C'est l'un des seuls buissons capables de survivre aux conditions extrêmes (haute altitude).
Le rhododendron nivale est une espèce utilisée dans la Médecine tibétaine traditionnelle.